# Моїз Аділеу
Мої́з Вільфрі́д Мауссе́ Аділеу́ (фр. Moïse Wilfrid Maoussé Adiléhou, нар. 1 листопада 1995, Коломб) — бенінський футболіст, захисник клубу «Левадіакос».
Виступав, зокрема, за клуби «Слован» та «Керкіра», а також національну збірну Беніну.

## Клубна кар'єра
У футболі дебютував 2013 року виступами за команду «Валансьєн», в якій провів один сезон, взявши участь у 4 матчах чемпіонату.
Своєю грою за цю команду привернув увагу представників тренерського штабу клубу «По», до складу якого приєднався 2014 року. Відіграв за команду з По наступний сезон своєї ігрової кар'єри.
2015 року уклав контракт з клубом «Вітре», у складі якого провів наступний рік своєї кар'єри гравця.
З 2016 року захищав кольори команди «Слован».
З 2016 року один сезон захищав кольори клубу «Керкіра».
До складу клубу «Левадіакос» приєднався 2017 року. Станом на 6 липня 2019 року відіграв за лівадійський клуб 39 матчів в національному чемпіонаті.
| Дата       | Місто    | Господарі  | Результат        | Гості      | Турнір                                        | Голи | Примітки |
| ---------- | -------- | ---------- | ---------------- | ---------- | --------------------------------------------- | ---- | -------- |
| 24-03-2017 | Нуакшот  | Мавританія | 1 – 0            | Бенін      | товариський матч                              | -    |          |
| 17-11-2018 | Бакау    | Гамбія     | 3 – 1            | Бенін      | Відбір до Кубка африканських націй 2019       | -    |          |
| 24-03-2019 | Котону   | Бенін      | 2 – 1            | Того       | Відбір до Кубка африканських націй 2019       | -    |          |
| 11-06-2019 | Марракеш | Гвінея     | 0 – 1            | Бенін      | товариський матч                              | -    |          |
| 18-06-2019 | Котону   | Бенін      | 3 – 1            | Мавританія | товариський матч                              | -    |          |
| 25-06-2019 | Ісмаїлія | Гана       | 2 – 2            | Бенін      | Кубок африканських націй 2019 - Груповий етап | -    | 62'      |
| 05-07-2019 | Каїр     | Марокко    | 1 – 1 (1-4 п.п.) | Бенін      | Кубок африканських націй 2019 - 1/8 фіналу    | 1    |          |
| 10-07-2019 | Каїр     | Сенегал    | 1 – 0            | Бенін      | Кубок африканських націй 2019 - 1/4 фіналу    | -    |          |
| Усього     |          | Матчів     | 3                |            | Голів                                         | 0    |          |

## Титули і досягнення
- Володар Кубка Ізраїлю (1): 2023-24